# Tyrisevä
Tyrisevä är en sjö i kommunen Sastamala i landskapet Birkaland i Finland. Arean är 45 hektar och strandlinjen är 4 kilometer lång. Sjön  ingår i Kumo älvs huvudavrinningsområde.   Den ligger omkring 60 km väster om Tammerfors och omkring 180 km nordväst om Helsingfors. 